# Cancor
Cancor era um conde franco, provavelmente de Hesbaye, da família dos Robertianos. Ele é o filho de Roberto I de Hesbaye e o ancestral da linhagem dos Poponidas.
Em 764, com a sua mãe Wiliswinte fundou a Abadia de Lorsch. Eles confiaram a sua direção a Crodegang, arcebispo de Metz, filho de Landrada, a irmã de Roberto I de Hesbaye e, portanto, primo de Cancor.
Crodegang dedicou a igreja e o mosteiro a S. Pedro e tornou-se o seu primeiro abade. Cancor e sua mãe enriqueceram a abadia com novas doações.
Em 766, Crodegang renuncia ao seu ofício de abade para se consagrar arcebispo de Metz.
Ele nomeou abade de Lorsch seu irmão Gondolando, outro sobrinho de Cancor.